# Tbilisi Cup
La Tbilisi Cup (in georgiano თბილისის თასი?) è stata una competizione internazionale di rugby a 15 disputatasi a Tbilisi, capitale della Georgia, che vedeva contrapporsi alla nazionale georgiana tre selezioni nazionali invitate, variabili di volta in volta.
Istituita nel 2013 dall'International Rugby Board (oggi World Rugby) in stretta collaborazione con la Georgian Rugby Union, si svolse per tre edizioni fino al 2015, anno dopo il quale non venne più organizzata.
Competizione a cadenza annuale nel mese di giugno, aveva come sede degli incontri lo stadio Avchala di Tbilisi.

## Storia
L'annuncio della nascita della competizione fu dato dall'International Rugby Board ad aprile 2013. Il formato prevedeva quattro formazioni in un girone unico all'italiana con partite di sola andata; i primi partecipanti invitati per affrontare la formazione di casa furono: l'Uruguay, una formazione sudafricana di elementi provenienti dalla Currie Cup denominata South Africa President’s XV e l'Irlanda Emergenti (in inglese Emerging Ireland).
Istituendo tale manifestazione, che si affiancava alla Nations Cup, lo scopo dichiarato dall'IRB era quello di fornire alla Georgia e ad altre nazioni emergenti una vetrina internazionale nel corso della quale misurarsi contro union di prima fascia, le quali non partecipavano con la selezione maggiore ma con le proprie rappresentative "A", nei casi di Argentina, Irlanda e Italia.
La competizione ebbe tre edizioni: 2013, 2014 e 2015, durante le quali vinsero rispettivamente le formazioni SA President’s XV, Argentina Jaguares e Irlanda Emergenti.

## Albo d’oro
| Edizione | Vincitore         | 2º classificato  | 3º classificato  | 4º classificato |
| -------- | ----------------- | ---------------- | ---------------- | --------------- |
| 2013     | SA President’s XV | Irlanda A        | Georgia          | Uruguay         |
| 2014     | Argentina A       | Georgia          | Italia Emergenti | Spagna          |
| 2015     | Irlanda A         | Italia Emergenti | Georgia          | Uruguay         |